# Microscopio a effetto tunnel

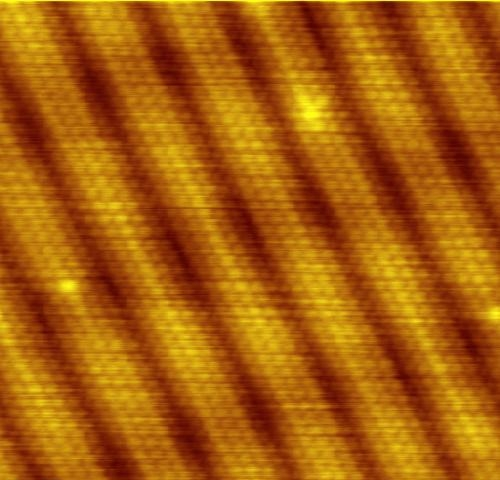
Immagine di ricostruzione su una superficie di oro(100) puro.

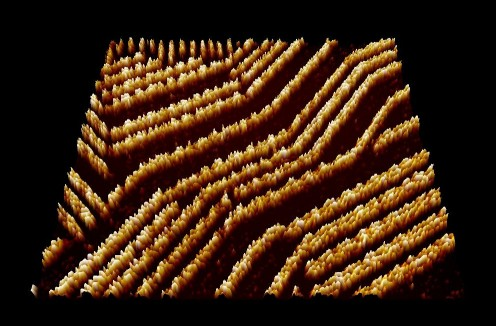
Immagine STM di catene supramolecolari auto-assemblate del semiconduttore organico quinacridone su grafite.

Il microscopio a effetto tunnel (STM, dall'inglese Scanning Tunneling Microscope) è un potentemicroscopio a scansione di sonda per lo studio delle superfici a livello atomico. Il suo sviluppo nel 1981 fruttò ai suoi inventori, Gerd Binnig e Heinrich Rohrer, entrambi impiegati all'IBM di Zurigo, il Premio Nobel per la Fisica nel 1986. Per un STM è considerata buona una risoluzione laterale di 1 Å (0,1 nm) e una risoluzione in profondità di 0,1 Å (0,01 nm). Con questa risoluzione, i singoli atomi possono essere osservati e manipolati.
L'STM si basa sull'effetto tunnel. Grazie a questo, quando una punta conduttrice è portata molto vicino alla superficie da esaminare, una differenza di potenziale applicata tra i due permette agli elettroni di attraversare il vuoto tra di loro. La "corrente di tunnelling" che ne risulta dipende dalla posizione della punta, della tensione applicata e della densità locale degli stati (LDOS, Local Density Of States) del campione. Misurando la corrente nei diversi punti della superficie del campione si ottengono le immagini topografiche, oltre ad altre informazioni. 
L'STM é solitamente utilizzato in condizioni di ultra alto vuoto, ma puó anche essere usato in aria, acqua e in vari altri liquidi o gas ambientali. Puó inoltre essere usato a temperature che variano da quasi zero kelvin a poche centinaia di gradi Celsius. Può essere una tecnica impegnativa, in quanto richiede superfici estremamente stabili e pulite, punte acuminate (idealmente con un apice composto da un solo atomo), ottimo controllo delle vibrazioni e un'elettronica sofisticata.

## Procedura

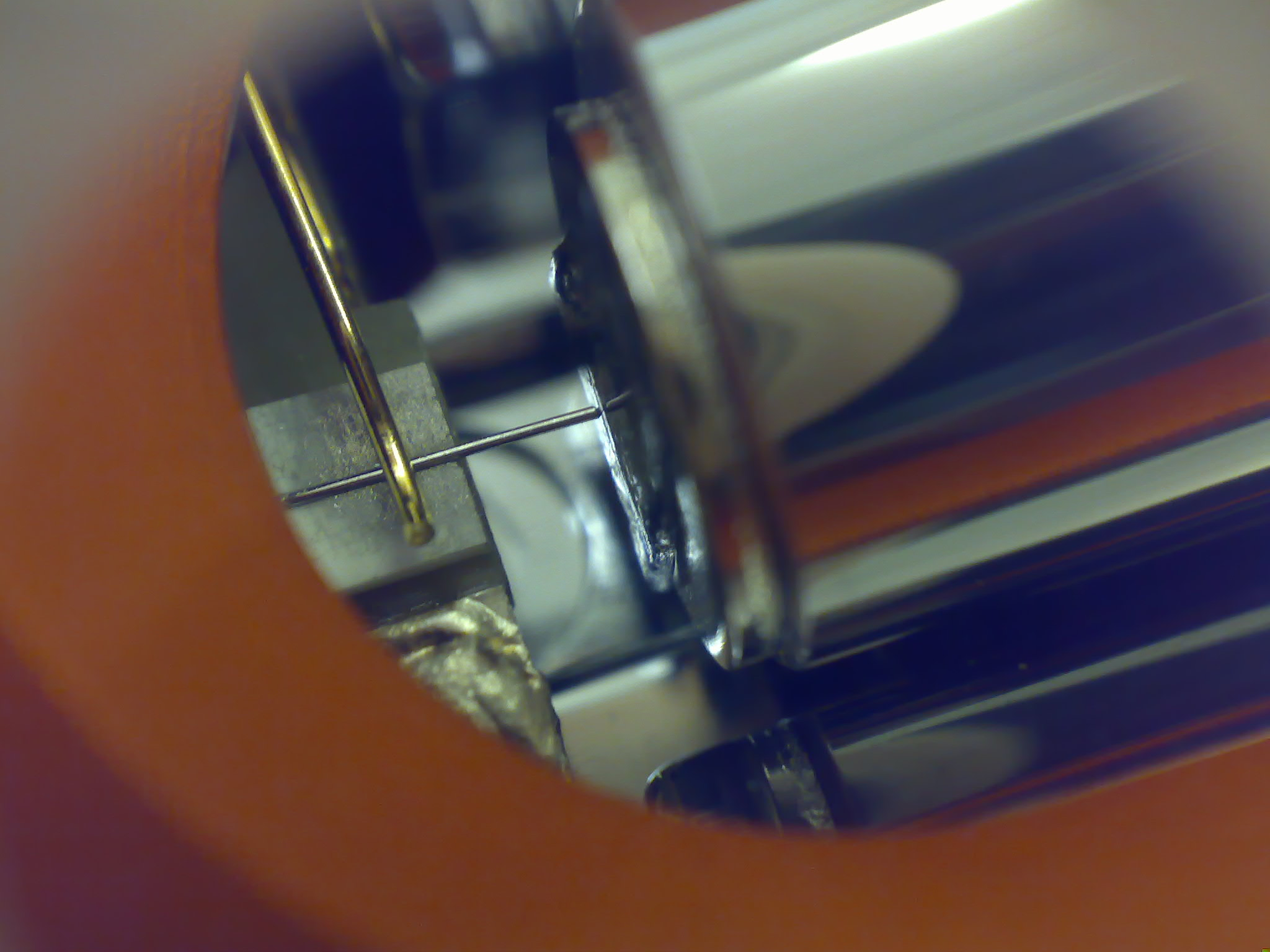
Un'immagine ravvicinata di un semplice microscopio a scansione a effetto tunnel che utilizza una punta di platino-iridio.

In primo luogo, è applicata una polarizzazione di tensione e la punta viene portata in prossimità del campione con controlli meccanici grossolani (coarse), che vengono disattivati quando la punta e il campione sono sufficientemente vicini. A distanza ravvicinata si usano di solito dei sistemi piezoelettrici per il controllo della posizione nelle tre dimensioni, e si mantiene la separazione punta-campione W intorno a 4-7 Å, ovvero in posizione di equilibrio tra forze attrattive (3 Å < W < 10 Å) e repulsive (W < 3 Å). In questa situazione, la tensione di polarizzazione causerà il transito di elettroni per effetto tunnel tra la punta e il campione, creando una corrente che può essere misurata. Una volta che viene stabilito il tunnelling, la polarizzazione e la posizione della punta rispetto al campione possono essere variati (con i dettagli di questa variazione dipendenti dall'esperimento in corso), e si registrano i dati ottenuti dalle variazioni della corrente.
Si possono usare due modalità per ottenere questo risultato. Nella modalità ad altezza costante, si mappa direttamente la variazione di corrente; nella modalità a corrente costante, l'altezza viene modificata dai piezoelettrici per mantenere costante il valore di corrente, con il controllo un sistema elettronico di retroazione, e si realizza una mappa delle variazioni di altezza.
In quest'ultima modalità l'immagine rispecchia una superficie di densità di carica costante; ciò significa che il contrasto nell'immagine è dovuto alle variazioni di densità della carica.
Nella modalità ad altezza costante, la tensione e l'altezza sono entrambe tenute costanti mentre le variazioni di corrente impediscono alla tensione di cambiare; così si genera un'immagine della variazione di corrente sulla superficie che può essere correlata alla densità di carica. Il vantaggio di utilizzare la modalità ad altezza costante sta nella sua maggiore velocità, dato che i movimenti piezoelettrici richiedono più tempo per registrare il cambiamento nella modalità di corrente costante rispetto alla risposta di tensione in modalità ad altezza costante.
Le immagini STM sono quindi mappe di una sola grandezza, una scala di grigi, che vengono colorate in un'elaborazione successiva al fine di evidenziare visivamente le caratteristiche importanti.
Oltre alla scansione attraverso il campione, le informazioni sulla struttura elettronica in una data posizione possono essere ottenute variando la tensione e misurando la corrente. Questo tipo di misurazione è chiamato spettroscopia a effetto tunnel (STS, Scanning Tunnelling Spectroscopy) e in genere i risultati vengono visualizzati in un diagramma di densità degli stati locale in funzione dell'energia all'interno del campione.
Il vantaggio dell'STM su altre misurazioni della densità degli stati risiede nella sua capacità di effettuare misurazioni estremamente localizzate: per esempio, la densità degli stati in un'area di impurezza può essere paragonata alla densità degli stati in aree "pulite".
Con un framerate di almeno 1 Hz attiva il cosiddetto video-STM (sono stati raggiunti anche 50 Hz). Questo può essere utilizzato per scansionare la diffusione di superficie.

## Strumentazione

Schema di un STM

I componenti di un STM includono la punta di scansione, un posizionatore (scanner) con attuatori piezoelettrici per l'altezza e la posizione nel piano x-y, dei controlli meccanici grossolani, un sistema di isolamento delle vibrazioni, l'elettronica per controllare il tutto e per l'interfaccia utente.
La risoluzione di un'immagine è limitata dal raggio di curvatura della punta di scansione dell'STM. La punta ideale termina con un solo atomo che interagisce con il campione; in caso contrario, con punte deformate o "doppie punte" che contribuiscono all'effetto tunnel, si trovano artefatti nell'immagine. Pertanto è stato necessario sviluppare processi per fabbricare in modo affidabile punte acuminate e utilizzabili.
La punta è spesso fatta di tungsteno o di platino-iridio, sebbene sia utilizzato anche l'oro. Le punte di tungsteno sono solitamente formate tramite incisione elettrochimica, le punte di platino-iridio tramite taglio meccanico. Recentemente sono stati utilizzati anche i nanotubi di carbonio.
A causa dell'estrema sensibilità della corrente di tunnelling in rapporto all'altezza, è indispensabile un appropriato isolamento delle vibrazioni o un corpo di STM estremamente rigido onde ottenere risultati utili. Nel primo STM di Binnig e Rohrer, venne usata la levitazione magnetica per mantenere il microscopio isolato da vibrazioni; attualmente vengono spesso utilizzate molle meccaniche o sistemi di molle a gas. Inoltre, a volte vengono implementati dei meccanismi per la riduzione delle correnti parassite.
Il mantenimento della posizione della punta rispetto al campione, la scansione del campione e l'acquisizione dei dati sono controllati dal computer. Il computer può essere utilizzato anche per elaborare le immagini e per la rappresentazione di misure quantitative.

## Varianti e altri usi dell'STM

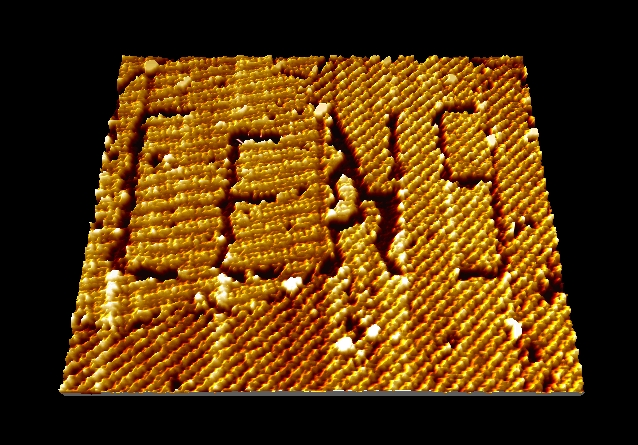
Nanomanipolazione per mezzo del STM di un monostrato auto-assemblato di un semiconduttore organico (molecole di PTCDA) su grafite, con cui è stato scritto il logo del Center for NanoScience (CeNS), LMU.

Molte altre tecniche di microscopia sono state sviluppate sulla base dell'STM. Queste comprendono la microscopia a scansione di fotoni (pStm) che utilizza una punta ottica per il tunnelling di fotoni; la potenziometria a effetto tunnel (STP, Scanning Tunnelling Potentiometry), la quale misura il potenziale elettrico attraverso una superficie; la microscopia a effetto tunnel a spin polarizzato (SPSTM, Spin Polarized Scanning Tunnelling Microscopy), la quale usa una punta ferromagnetica per il tunnelling degli elettroni polarizzati in spin in un campione magnetico, e la microscopia a forza atomica (AFM, Atomic Force Microscopy), in cui viene misurata la forza dell'interazione tra la punta ed il campione.
In altri esperimenti con STM si usa la punta per modificare la topografia del campione. Questo permette di usare il sistema di posizionamento preciso a livello atomico dell'STM, e quindi consente una manipolazione su scala atomica. Inoltre, dopo che la superficie è modificata tramite la punta, è semplice realizzare l'immagine con lo stesso STM. I ricercatori dell'IBM hanno sviluppato un modo per manipolare gli atomi di xeno adsorbiti sopra una superficie di nichel. Questa tecnica è stata utilizzata per creare "recinti" di elettroni con un piccolo numero di atomi adsorbiti che ha permesso di osservare le oscillazioni di Friedel degli elettroni sulla superficie del materiale.
Oltre a modificare la superficie effettiva del campione, si può anche utilizzare l'STM per esporre con elettroni uno strato di resist depositato sul campione, in modo da ottenere una litografia. Questo ha il vantaggio di offrire un maggiore controllo dell'esposizione rispetto alla litografia a fascio di elettroni tradizionale.
Un'altra applicazione pratica dell'STM è la deposizione atomica di metalli (ad esempio oro, argento, tungsteno) secondo il disegno desiderato, che possono essere utilizzati come contatti di nanodispositivi o come nanodispositivi stessi.
Recentemente è stata dimostrata la possibilità di utilizzare la punta dell'STM per ruotare i legami all'interno di singole molecole. La resistenza elettrica della molecola dipende dall'orientazione del legame, cosicché la molecola diventa effettivamente un interruttore molecolare.

## Principio di funzionamento
L'effetto tunnel è spiegato dalla meccanica quantistica. Classicamente, un oggetto che colpisce una barriera impenetrabile non vi passerà attraverso. Gli elettroni, invece, hanno caratteristiche ondulatorie che permettono un tale evento.
Gli elettroni possono essere descritti come onde di energia E. In presenza di un potenziale U(z) (assumendo il caso unidimensionale), i livelli di energia E e la relativa funzione d'onda ψn(z) sono dati dalle soluzioni dell'equazione di Schrödinger,
{\displaystyle -{\frac {\hbar ^{2}}{2m}}{\frac {\partial ^{2}\psi _{n}(z)}{\partial z^{2}}}+U(z)\psi _{n}(z)=E\psi _{n}(z)},
dove ħ è la costante di Planck ridotta, z la posizione e m la massa di un elettrone. Se un elettrone di energia E è incidente su una barriera di energia di altezza U(z), la soluzione dell'equazione nello spazio dove E>U(z) (cioè nella punta o nel campione nel caso dell'STM) è un'onda che si propaga. La forma della soluzione è
{\displaystyle \psi _{n}(z)=\psi _{n}(0)e^{\pm ikz}},
dove
{\displaystyle k={\frac {\sqrt {2m(E-U(z))}}{\hbar }}}
All'interno della barriera, dove E<U(z) (cioè nello spazio tra punta e campione), la funzione d'onda decade, ed è data da
{\displaystyle \psi _{n}(z)=\psi _{n}(0)e^{-\kappa z}},
dove
{\displaystyle \kappa ={\frac {\sqrt {2m(U-E)}}{\hbar }}}
quantifica il decadimento dell'onda dentro la barriera, assumendo l'elettrone proveniente dalla direzione +z.
La conoscenza della funzione d'onda permette di calcolare la densità della probabilità per tale elettrone di essere trovato in qualche posizione. Nel caso del tunnelling, con le funzioni d'onda del campione e la punta che si sovrappongono così che, quando si applica una tensione, c'è una probabilità finita di trovare l'elettrone nella regione della barriera e anche dall'altra parte della barriera.
Assumiamo che la tensione sia V e la larghezza della barriera sia W. Questa probabilità, P, che a elettrone per z=0 (margine sinistro della barriera) possa essere trovato a z=W (margine destro della barriera) è proporzionale alla funzione d'onda al quadrato,
{\displaystyle P\propto |\psi _{n}(0)|^{2}e^{-2\kappa W}}.
Se la tensione è piccola, si può approssimare U − E ≈ φM nell'espressione per κ, dove φM (la funzione lavoro), fornisce l'energia minima necessaria per portare un elettrone da un livello occupato, il più alto dei quali è al livello di Fermi, al livello di vuoto. Quando una tensione piccola V viene applicata al sistema, soltanto gli stati elettronici molto vicini al livello di Fermi, in un intervallo eV, sono eccitati. Questi elettroni eccitati possono effettuare il tunneling attraverso la barriera. In altre parole, il tunnelling si verifica principalmente con elettroni di energia prossima al livello di Fermi.
Tuttavia, il tunnelling richiede che vi sia un livello vuoto della stessa energia quando passa dall'altro lato della barriera. È a causa di questa restrizione che la corrente di tunnelling può essere correlata alla densità degli stati riempiti o disponibili del campione. La corrente causata da una tensione applicata V (assumendo che il tunnelling si verifica dal campione alla punta) dipende da due fattori:
1. dal numero di elettroni tra il livello di Fermi EF ed eV nel campione
2. dal numero di stati disponibili corrispondenti dall'altra parte della barriera[4]

Maggiore è la densità degli stati disponibili più grande è la corrente di tunnelling. Quando V è positivo, gli elettroni nella punta effettuano il tunnelling in stati vuoti del campione; per una tensione negativa, gli elettroni effettuano il tunnelling per uscire dagli stati occupati nel campione in punta.
Matematicamente, questa corrente di tunnelling è data da
{\displaystyle I\propto \sum _{E_{F}-eV}^{E_{F}}|\psi _{n}(0)|^{2}e^{-2\kappa W}}.
Si può sommare la probabilità delle energie tra EF − eV e EF per ottenere il numero di stati disponibili in questo intervallo di energia per unità di volume, trovando perciò la densità locale degli stati (LDOS) prossimi al livello di Fermi. La LDOS ad una qualche energia E in un intervallo ε è data da
{\displaystyle \rho _{s}(z,E)={\frac {1}{\varepsilon }}\sum _{E-\varepsilon }^{E}|\psi _{n}(z)|^{2}},
e la corrente di tunnelling ad una polarizzazione V è proporzionale alla LDOS prossima al livello di Fermi, che fornisce importanti informazioni riguardo al campione.
È utile utilizzare la LDOS per esprimere la corrente, perché questo valore non cambia con le variazioni di volume, contrariamente alla densità della probabilità. Perciò la corrente di tunnelling è data da
{\displaystyle I\propto V\rho _{s}(0,E_{f})e^{-2\kappa W}}
dove ρs(0,Ef) è la LDOS prossima al livello di Fermi del campione di superficie. Usando l'equazione precedente, questa corrente può anche essere espressa nei termini della LDOS prossima al livello di Fermi del campione alla superficie della punta,
{\displaystyle I\propto V\rho _{s}(W,E_{f})}
Il termine esponenziale è molto importante in quanto piccole variazioni della distanza punta-campione W influenzano notevolmente la corrente di tunnel: variazioni di 1 Ǻ in separazione corrispondono a variazioni di un ordine di grandezza in corrente (in direzione inversa: al diminuire della distanza la corrente cresce e viceversa).
Tale approccio non permette di calcolare il tasso di elettroni che possono attraversare la barriera. Questo valore incide sulla corrente di tunnelling, e può essere trattato con la regola aurea di Fermi con l'appropriato elemento di matrice di tunnelling. John Bardeen risolse questo problema nel suo studio sulla giunzione metallo-isolante-metallo (MIM). Egli scoprì che se avesse risolto l'equazione di Schrödinger per ciascun lato della giunzione separatamente per ottenere le funzioni d'onda ψ e χ per ciascun elettrodo, avrebbe potuto ottenere la matrice di tunnelling, M, dalla sovrapposizione di queste due funzioni d'onda. Questo può essere applicato al STM considerando la punta e il campione come elettrodi, assegnando rispettivamente ψ e χ come campione e funzioni d'onda della punta e valutando M per una certa superficie S tra gli elettrodi di metallo, con z=0 sulla superficie del campione e z=W sulla superficie della punta..
La regola aurea di Fermi fornisce il tasso per il trasferimento di elettroni attraverso la barriera e si scrive
{\displaystyle w={\frac {2\pi }{\hbar }}|M|^{2}\delta (E_{\psi }-E_{\chi })},
dove δ(Eψ-Eχ) è una delta di Dirac e restringe il tunnelling in modo che si verifichi solo tra i livelli elettronici con la stessa energia. L'elemento di matrice, dato da
{\displaystyle M={\frac {\hbar }{2\pi }}\int _{z=z_{0}}(\chi *{\frac {\partial \psi }{\partial z}}-\psi {\frac {\partial \chi *}{\partial z}})dS},
è una descrizione dell'energia più bassa associata all'interazione delle funzioni d'onda in sovrapposizione, altrimenti detta "energia di risonanza".
La corrente infine si trova sommando su tutti gli stati dati la corrente di tunnelling come
{\displaystyle I={\frac {4\pi e}{\hbar }}\int _{-\infty }^{+\infty }[f(E_{f}-eV+\varepsilon )-f(E_{f}+\varepsilon )]\rho _{s}(E_{f}-eV+\varepsilon )\rho _{T}(E_{f}+\varepsilon )|M|^{2}d\varepsilon },
dove f è la distribuzione di Fermi, ρs e ρT sono rispettivamente la densità degli stati nel campione e nella punta. La funzione di distribuzione di Fermi descrive il riempimento dei livelli di elettroni ad una data temperatura T.

## Prima invenzione
Una precedente invenzione, il Topografiner di R. Young, J. Ward, e F. Scire del NIST, faceva assegnamento sull'emissione di campo. Ad ogni modo, Young è accreditato dal Comitato per il Nobel come la persona che ha compreso l'esistenza della possibilità di ottenere una migliore risoluzione utilizzando l'effetto tunnel.